# Rock Me (singolo Great White)
Rock Me è un singolo del gruppo musicale statunitense Great White, estratto dal loro terzo album Once Bitten nel 1987. È uno dei pezzi in cui emergono in maniera più evidente le influenze blues rock tipiche del sound del gruppo. È stato inoltre il primo singolo di successo dei Great White, ricevendo massiccio airplay radiofonico. 

## Tracce
7" Single A|B Capitol 1C 006-20 1985 7
1. Rock Me (The Short of It) – 4:08
2. Fast Road – 3:40

12" Maxi 12CL 455
1. Rock Me (versione ridotta) – 5:12
2. Fast Road – 3:40
3. Immigrant Song – 2:12
4. Rock and Roll – 3:47

## Classifiche
| Classifica (1987)             | Posizione massima |
| ----------------------------- | ----------------- |
| Stati Uniti                   | 60                |
| Stati Uniti (mainstream rock) | 9                 |